# 옥진궁주
옥진궁주(玉珍宮主)는 《필사본 화랑세기》에 등장하는 신라의 여성 귀족이다. 신라 왕의 부인들을 배출하는 두 '인통(姻統)' 중 대원신통(大元神統)의 종(宗)이다. 아버지는 제1대 풍월주 위화랑(魏花郞)이고, 어머니는 선혜부인(善兮)의 사녀(사통하여 낳은 딸) 오도낭주(吾道)이다.
진흥왕의 정비인 사도왕후의 어머니이자, 미실궁주(美室宮主)의 외할머니이다. 위화랑의 장녀로 출생하여, 처음에는 박영실(朴英失, 지증왕의 외손)과 결혼했으나, 곧 법흥왕의 총애를 받아 궁주(宮主)가 되었다.

## 대원신통
대원신통(大元神統)은 신라의 왕의 부인을 배출하는 계통, 즉 인통(姻統) 중 하나이며, 임금에게 색공(色供)을 하였다. 보미(寶美)라는 여인에게서 출발하였는데, 자세한 계통이 이어지는 진골정통과 달리 기록에 그 계통이 전하지 않는다. 이후, 선혜부인의 딸 오도(吾道)가 그 계통을 이었고, 이것이 그녀의 딸들인 옥진과 금진에게로 이어져 이 두 딸이 통을 번성시켰다. 그런데 선혜부인은 진골정통으로 지소태후의 외조모였기에 사람들은 기록 등의 과정에서 오류가 아닌지 의심하기도 한다. 혹자는 대원신통이 제사를 주관하는 사제의 역할을 겸했다고 말한다.
인통은 철저한 모계 계승으로, 어머니에서 딸로 이어진다. 아들은 자기 자신에 한해, 어머니의 통을 물려받는다. 즉, 자식들은 아버지에 관계없이 어머니의 인통을 물려받는 것이다. 두개의 인통은 당시 화랑도나 왕족, 귀족들의 세계(世係)와 깊게 연관되어 있었다.
이들은 서로 대립하는 관계였고, 그 수장인 옥진궁주와 지소태후(只召太后) 또한 사이가 좋지 못하였다.
옥진은 동생 금진과 법흥왕을 모시며 그의 총애를 받았고, 대원신통의 권세 또한 높아졌다. 옥진이 왕자 비대전군(比臺殿君)까지 낳자 법흥왕은 비대를 자신의 후계로 삼고자 했으나, 장녀인 지소(只召)의 반대에 부딪혔고, 옥진의 아버지 위화랑 또한 지소의 편을 들자 자신의 생각을 거두어들였다. 법흥왕이 죽은 후에 진흥왕이 즉위하고 지소태후가 섭정을 시작하면서부터는 진골정통의 세가 높아졌다. 지소는 옥진 자매를 싫어하였고, 금진은 궁을 나가게 되었다.
이후, 사도왕후가 어머니에게서 대원신통의 종의 자리를 이어받아, 지소태후와 대립하였고, 미실 또한 색공으로서 진흥왕을 섬겼다.
미실은 진흥왕의 총애에 힘입어 궁주, 원화, 전주(殿主) 등을 거쳤고, 마침내 진흥왕이 조정에서 업무를 볼 때 옆에서 그것의 옳고 그름을 참의하는 역할까지 맡았다. 당대의 상황을 화랑세기는 「조야의 권세가 다시 옥진궁으로 돌아갔고 대원신통이 다시 성하게 일어났다」라고 적고 있다.

## 옥진궁주의 칠색조 꿈
《필사본 화랑세기》에는 옥진궁주가 꾸었던 꿈에 관한 이야기가 실려있다.
하루는 옥진궁주가 법흥왕에게 동침하기를 청하였는데, 이유인 즉슨 그녀의 꿈에 칠색조가 나타나 그녀의 품으로 들어왔다는 것이었다. 그러나 법흥왕은 꿈이 빈첩의 탄생을 의미하는 것임을 알고는 영실공과 합하기를 명하였다. 대신 왕은 궁주에게 태어날 아이가 왕자이면 태자로, 딸이면 후궁으로 삼겠다 하였는데, 이후 출생한 것이 바로 묘도부인이다.
묘도부인은 법흥왕을 모시기는 하였으나 너무 어렸기에 제대로 왕을 받들지 못하였다. 그러던 어느날, 옥진은 또 칠색조가 나타나는 꿈을 꾸었는데 이번에는 칠색조가 그녀의 품에서 날아 묘도의 품으로 들어가는 것이었다. 옥진은 이를 이상하게 여겨 묘도의 처소로 찾아갔는데, 묘도는 미진부와 함께 있었다. 옥진궁주는 두 사람에게 귀한 딸을 낳을 것이라 예언하였고, 이 예언의 아이가 바로 '미실'(美室)이다.
옥진은 일찍이 외손녀 미실의 인물됨을 알고, 통을 크게 키울 아이라 여겨 가무와 색공술 등을 직접 가르쳤다.

## 옥진궁주의 신격화
《필사본 화랑세기》 1세 위화랑 조와 12세 보리공 조에서는 신라의 신궁과 옥진궁주에 대해 언급이 되어있다. 1세 위화랑 조에서는 신궁에 법흥왕과 옥진궁주의 교신상(交神象)이 있다고 하였고, 보리공 조에서는 하종이 신궁에 들어갈 때에 법흥왕과 옥진궁주의 교신상 중에 옥진의 신상에 먼저 참배하였다고 하였다. 이에 보리가 하종에게 잘못이 아닌지를 묻자, 하종은 「선제(법흥왕) 또한 말하기를 '억조창생이 짐을 신으로 여기는데, 짐은 옥진을 신으로 여긴다'라고 하였다」라는 대답을 했다고 한다.

## 가족 관계
- 아버지 : 제1대 풍월주 위화랑
- 어머니 : 선혜부인(소지마립간의 정비)의 딸 오도부인
  - 친동생 : 금진낭주(金珍)
  - 남편 : 박영실 (朴英失, 수지공과 보현공주의 아들)
    - 딸 : 묘도부인 (妙道夫人)
      - 손녀 : 미실 (美室)

    - 딸 : 사도태후 (思道太后)
      - 손자 : 동륜태자 (銅輪太子)
      - 손자 : 신라 제25대 왕 진지왕(眞智王)

    - 딸 : 흥도부인 (興道夫人)
      - 손녀 : 진지왕의 왕후 지도부인(知道夫人)

  - 남편 : 신라 제24대 왕 법흥왕(法興王)
    - 아들 : 각간 비대(比臺)
      - 손자 : 제6대 풍월주 비보랑(秘寶郞)
      - 손녀 : 개원낭주 (開元娘主, 설화랑의 부인)